# Dichromia mollis
Dichromia mollis là một loài bướm đêm trong họ Erebidae.